# Enaktivismus
Enaktivismus (energetische Aktivierung) ist ein theoretischer Ansatz innerhalb der Kognitionswissenschaften. Er basiert auf der Vorstellung, dass Kognition sich aus der Interaktion von Lebewesen mit ihrer Umwelt (Mitwelt) entwickelt. Dabei ist zentral, dass das Lebewesen als complete agent körperlich mit der Umwelt interagiert (Embodiment; embodied und situated cognition). Der enaktivistische Ansatz überschneidet sich weitgehend mit dem der Embodied Cognitive Science.
Der Enaktivismus kritisiert ältere Ansätze der Kognitionswissenschaften, die Geist (Mind) auf mentale Repräsentationen zurückführen wollen, und versteht sich als Alternative zu Kognitivismus, Computationalismus und Dualismus.
Der Begriff geht zurück auf das Buch Der Baum der Erkenntnis von Humberto Maturana und Francisco Varela.
Heutige Vertreter des Enaktivismus sind u. a. Ralph D. Ellis, Daniel D. Hutto, Shaun Gallagher, Alva Noë und Evan Thompson.